# Lucky Block
Lucky Block es un casino en línea propiedad de Igloo Ventures SRL y gestionado por ésta, con licencia y regulado por el Gobierno de Anjouan, una isla autónoma. La plataforma se centra en la industria del juego y las competiciones en línea.
LBLOCK, el token digital de la plataforma, se utiliza para comprar entradas, participar en competiciones y distribuir botes. Clasificada en el puesto 2.987 por capitalización bursátil en CoinMarketCap, LBLOCK alcanzó una capitalización bursátil de 1.000 millones de dólares y 40.000 titulares en su primer mes.

## Historia
Lanzado en 2022, el equipo de Lucky Block está formado por más de 20 profesionales especializados en blockchain, desarrollo de productos y marketing, con miembros basados en el Reino Unido, Estados Unidos, India y Alemania. Según su sitio web, la visión de Lucky Block es revolucionar la industria del criptojuego proporcionando una plataforma fluida y segura para juegos de azar y apuestas deportivas utilizando criptodivisas.
Inicialmente, Lucky Block se centró en sorteos de premios y loterías, que rápidamente ganaron tracción dentro de la comunidad cripto. En noviembre de 2022, la plataforma amplió su oferta con el lanzamiento de su casino y apuestas deportivas, que ahora cuentan con más de 5000 juegos y numerosos mercados de apuestas deportivas. La biblioteca de juegos del casino incluye títulos de proveedores líderes como Pragmatic Play, Play'n Go y Big Time Gaming, que abarcan tragaperras, juegos con crupier en vivo y juegos únicos exclusivos para criptomonedas.
Lucky Block también introdujo un token digital patentado, LBLOCK, que desempeña un papel central en el ecosistema de la plataforma. El token fue diseñado para proporcionar a los usuarios mayores beneficios, incluido el acceso a botes especiales, torneos y un exclusivo programa VIP vinculado a las NFT del Platinum Rollers Club. En 2023, Lucky Block dio pasos significativos al lanzar un puente Ethereum para su token LBLOCK V2, aumentando aún más su utilidad y accesibilidad en múltiples plataformas.
Integró sus servicios de casino y apuestas deportivas con la aplicación Telegram, permitiendo a los usuarios acceder a sus ofertas directamente a través de un bot de Telegram. Esta integración convirtió a Lucky Block en una de las primeras plataformas de apuestas criptográficas totalmente reguladas que operan en Telegram, ofreciendo a los usuarios una forma de jugar y realizar apuestas.